# Diyarbakır (prowincja)
Diyarbakır – jedna z 81 prowincji Turcji, znajdująca się we wschodniej części kraju.
Od północnego zachodu graniczy z prowincją Elazığ, od zachodu z prowincjami Malatya i Adıyaman, od południowego zachodu z prowincją Şanlıurfa, od południa z prowincją Mardin, od wschodu z prowincjami Batman i Muş oraz z prowincją Bingöl od północnego wschodu.
Władzę w prowincji sprawuje deputowany przez turecki rząd.
Powierzchnia prowincji to 15 162 km². Liczba ludności zgodnie z danymi z 2000 roku wynosi 1 362 708, a gęstość zaludnienia 89,88 osoby/km². Stolicą prowincji jest miasto Diyarbakır, które zamieszkiwane jest przez 545 983 osoby (dane z 2000 roku).

## Podział administracyjny

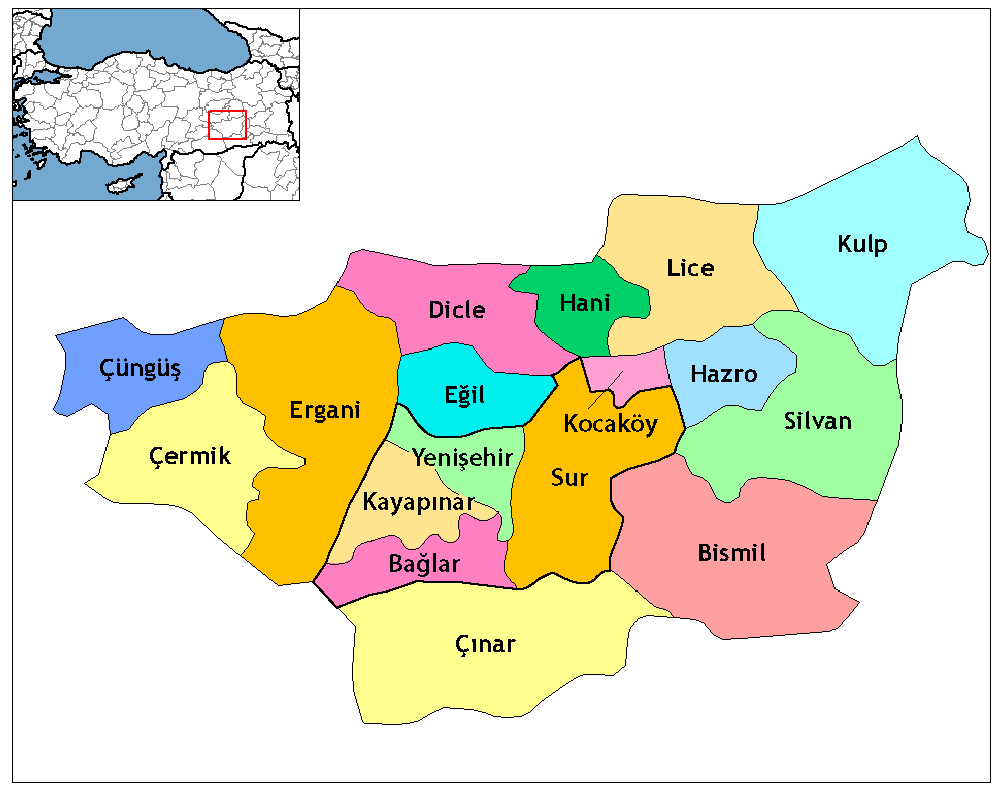
Dystrykty prowincji Diyarbakır

Prowincja Diyarbakır dzieli się na 14 dystryktów. Są to:
- Bismil
- Çermik
- Çınar
- Çüngüş
- Dicle
- Diyarbakır
- Eğil
- Ergani
- Hani
- Hazro
- Kocaköy
- Kulp
- Lice
- Silvan